# Eocencnemus
Eocencnemus is een geslacht van vliesvleugeligen uit de familie Encyrtidae. De wetenschappelijke naam van dit geslacht is voor het eerst geldig gepubliceerd in 2002 door Simutnik.

## Soorten
Het geslacht Eocencnemus omvat de volgende soorten:
- Eocencnemus sugonjaevi Simutnik, 2002
- Eocencnemus vichrenkoi Simutnik, 2006